# Народно вијеће Словенаца, Хрвата и Срба
Народно вијеће Словенаца, Хрвата и Срба је представљало политичко представништво оних Словенаца, Хрвата и Срба који су живели у Аустроугарској. Створено је октобра 1918. године у Загребу.

## Оснивање и циљеви
Након пробоја Солунског фронта, са приближавањем српске и савезничке војске, југословенски оријентисани политичари у Хабзбуршкој монархији су основали Народно вијеће. Вијеће се залагало за уједињење свих Словенаца, Хрвата и Срба у независну демократску државу. 
19. октобра 1918, Народно вијеће је одбацило манифест аустријског цара Карла о организацији монархије као савезне тријалистичке монархије. Десет дана касније, Народно вијеће је прекинуло све односе и везе са монархијом. Хрватски сабор је поништио односе Краљевине Хрватске, Славоније и Далмације са једне и Краљевине Угарске и Царевине Аустрије са друге стране. Тада је проглашена и неважећим хрватско-угарска нагодба из 1868. године.

## Председништво
За председника Народног вијећа је изабран Антон Корошец, а за потпредседнике Анте Павелић (старији) и Светозар Прибићевић.

## Однос са српском владом
Народно вијеће није било међународно признато, али је са српском владом и Југословенским одбором представљало трећи чинилац стварања Југославије. За разлику од Југословенског одбора, Народно вијеће је имало реалнију власт, мада ни она није била чврста на самом терену. 
Пред само уједињење, Народно вијеће је 24. новембра направило Напутак са којим је делегација пошла у Београд на разговоре са српском владом и краљем. Напутак је представљао одређену врсту услова за уједињење. Напутак је предвиђао:
- Да се о уређењу нове државе изјасни свеопшта народна скупштина са 2/3 гласова
- Да уставотворна скупштина донесе устав, одреди форму владавине и унутрашње уређење
- Да се уставотворна скупштина сазове најкасније у року од 6 месеци након потписивања мира
- Да до сазива уставотворне скупштине власт врши краљ, а законодавну Државно веће састављено од представника Народног вијећа, Југословенског одбора и српске владе
- Да изборе за уставотворну скупштину спроведе Државно веће

Када је краљ Александар прогласио Краљевство Срба, Хрвата и Словенаца држао се само делимично Напутка. На руку Народног вијећа није ишло то што се Војводина одлучила да уђе директно у Србију, што је српска војска стигла до северозападних граница и што је једино она могла да штити замишљену територију Народног вијећа од претензија Италијана и зеленог кадра.
Након стварања Привременог народног представништва, Народно вијеће је престало да постоји.